# Поможовиці
Поможовиці (пол. Pomorzowice, нім. Pommerswitz) — село в Польщі, у гміні Ґлубчиці Ґлубчицького повіту Опольського воєводства.
Населення — 399 осіб (2011).

## Демографія
Демографічна структура станом на 31 березня 2011 року:
|          | Загалом | Допрацездатний вік | Працездатний вік | Постпрацездатний вік |
| -------- | ------- | ------------------ | ---------------- | -------------------- |
| Чоловіки | 198     | 34                 | 152              | 12                   |
| Жінки    | 201     | 49                 | 117              | 35                   |
| Разом    | 399     | 83                 | 269              | 47                   |